# Hachette Filipacchi Médias
Hachette Filipacchi Médias, S.A. (HFM) är ett franskt bok- och tidningsförlag.
Hachette Filipacchi grundades av Louis Hachette 1826. Man ger bland annat ut Elle.